# مسجد المئذنة الحمراء
مسجد المئذنة الحمراء مسجد أثري يعود تاريخه إلى الحقبة العثمانية في فلسطين. يقع داخل أسوار البلدة القديمة لمدينة القدس، في حارة السعدية داخل الحي الإسلامي، وقد أُنشأ في عام 1533 يمكن الوصول إليه عبر مدخل باب الساهرة أو من طريق الالام.

## سبب التسمية
أُطلق على هذا المسجد في النصف الأول من القرن السادس عشر اسم «مسجد الشيخ علي الخلوتي»، نسبةً إلى مُنشئه، ثمّ أُطلق عليه أهل القُدس اسم «مسجد المئذنة الحمراء» نسبةً إلى شريطٍ أحمر كان يُحيط شرفة مئذنته من الأعلى، ويعد أحد لأقدم مساجد مدينة القدس.

## تاريخه
بناه الشيخ علاء الدين علي بن شمس الدين محمد الخلوتي سنة 1533، وعرف باسمه في النصف الأول من القرن الـ16، يعتبر المسجد من المعالم العثمانية البارزة في القدس، ويتألف من مبنى ومصلى يقع في الناحية الجنوبية الغربية من المبنى، ومئذنة طويلة تمتاز بتصميم معماري متأثر بالعمارة المملوكية المتأخرة.
كما يتميز بشكله المربع الصغير الحجم، إذ لا تتجاوز مساحة بيت الصلاة فيه 36 مترًا مربعًا، وقد بني من الحجر المتتالي باللونين الأحمر والأبيض، ويحتوي على باب في الحائط الشمالي ومحراب جميل بالجدار الجنوبي. كما يتميز سقفه بقبو مروحي متقاطع يحتوي على قبة نجمية، إضافة إلى المئذنة البارزة ودورة المياه وبقايا الحاكورة التي تضم أشجار فاكهة.
تم ترميم المسجد أكثر من 5 مرات في النصف الأول من القرن الـ20، منذ عام 1909، وقدرت تكلفة تعميره 3750 قرش، وتمت إضاءته عام 1960، وبعد عقدين تم تكحيل جدرانه الخارجية. ويقام في المسجد أسبوعيا تجمع لنخبة من علماء القدس، لم ينج المسجد من الاعتداءات الإسرائيلية المستمرة على القدس، وبلغ الأمر إلى حد منع رفع الأذان فيه.